# Мито
Митото представлява косвен данък, такса или налог, определяни от страна на изпълнителната власт по отношение на вноса или износа на стоки от или в дадена държава. Митата се наричат също тарифни мерки за регулиране на външната търговия.
Митата водят началото си от борбата между парламента и краля в Англия през XVII век, когато се приема, че монархът има право да налага такси за осъществяването на търговията. Днес те са фискални инструменти, употребявани по-често във връзка с осъществяването на конкретна икономическа политика, отколкото като средство за набиране постъпления в бюджета.
Вносните мита (митата при внос) се налагат най-често за защита на селскостопанския сектор на дадена държава или група държави (митнически съюз) с цел подпомагане на местното производство и селско стопанство от чуждестранните им конкуренти. Ефектът им се изразява в повишаването на крайната цена на вносните продукти, което ги прави по-трудно реализуеми на местния пазар. По-нататъшна стъпка при преследването на тази цел представлява и налагането на определени митнически квоти и плафони, т.е. определянето на количества вносни стоки, които могат да бъдат допуснати до даден пазар.
Износните мита (мита при износ) се налагат предимно върху износа на суровини, най-често от държави с доминиращ селскостопански сектор с цел поддържане на определено минимално ниво на международните цени и осъществяване на контрол върху предлагането на суровините. В редки случаи износните мита се налагат и върху други стоки, за да се предотврати евентуален негативен ефект върху развитието на търговията в световен мащаб. Като доказателство за това е и налагането на износни квоти както в индустриалните, така и в най-слабо развитите държави.
Таблицата с вносните мита на дадена държава или група държави се нарича митническа тарифа.

## Митни ставки
Митната ставка в Митническата тарифа на дадена държава или група държави (митнически съюз), представлява налагане на конвенционални или автономни мита.
Обвързаните ставки на митата са приложими към стоките, внасяни и произхождащи от страни, които са договарящи страни по Общото споразумение за митата и търговията или с които Европейската общност е сключила споразумения, съдържащи клауза за тарифно третиране „най-облагодетелствана нация“ са конвенционалните мита, фигуриращи в колона 3 от таблицата с митата[ неясно? ]. Освен при обратни разпоредби тези конвенционални мита се прилагат за стоки, различни от горепосочените, внасяни от всяка трета страна.
Автономната ставка представлява преференциално третиране на определени държави по отношение на други за определени стоки, посочени в Митническата тарифа. При внос на определени стоки държавата има правото да определи по-ниска ставка в сравнение с третиране „най-облагодетелствана нация“ или дори нулева ставка, но като правило нивото на автономната ставка е по-ниско от нивото на конвенционалната. Всяка държава разполага с правото да определя сама нивото на митническите ставки по отношение на трети държави в съответствие с разпоредбите на международното право и задълженията, поети по многостранни или двустранни търговски споразумения. В Комбинираната номенклатура на Европейския съюз близо 99% от тарифните линии са обвързани в СТО, като нивото на конвенционалните ставки почти не позволява допълнителното им намаляване.

## Мита и тарифи в България
По отношение на вноса България начислява общо два вида мита: адвалорни и специфични. Адвалорните ставки на митата се изчисляват на базата на процент от посочената в митническата декларация цена (например 15%), а специфичните се посочват като определена сума за определена мерна единица от внасяната стока (40 евро на тон живо месо). Европейският съюз като митнически съюз прилага общо пет вида вносни мита в зависимост от начина на тяхното формиране: адвалорно, специфично, комбинирано, алтернативно (максимални или минимални стойности), смесено между адвалорното и специфичното мито – 15%, не по-малко от 20 евро на тон, и компонентно – отчита вложените базови селскостопански продукти захар и брашно. Република България не налага мита при износа на български стоки в чужбина.
Документ, който дава подробна информация може да бъде намерен на сайта на Агенция Митници.
Кратко резюме на някои валидни към 2014 г. положения:
- При покупки от физическо или юридическо лице извън ЕС:
  - За пратка на стойност до 15 евро не дължите мито и ДДС.
  - За пратка на стойност между 15 евро и 150 евро не дължите мито, но дължите ДДС (20%). Пратката се освобождава от митницата по ускорена процедура на едно гише.
  - За пратки над 150 евро дължите както мито, така и ДДС.
  - Алкохолни продукти, парфюми и тоалетни води, тютюн и тютюневи изделия не подлежат на освобождаване от мита и ДДС!
- Колет от физическо лице – подарък от роднина:
  - Ако пратката е на стойност под 45 евро, не дължите мито и ДДС.

Дори и да не се дължи мито и ДДС, пак може да се наложи освобождаване на пратката на място от митниците. В такъв случай се заплаща само такса за обработка.
При задържане на пратката на митницата се получава писмено уведомление. На гърба на уведомлението трябва да се напише личната информация (номер на лична карта, име, подпис).
„При определянето на дължимите мито и ДДС и за пратки с незначителна стойност, и за пратки от физически на физически лица, като основа се има предвид собствената стойност на стоките,
без да се включват транспортни и други разходи. Задължително обаче в придружаващите документи собствената стойност трябва да е посочена на отделен ред. Ако в документите фигурира една-единствена сума, в която се включват транспорта и другите разходи, то дължимите вземания ще бъдат изчислени върху нея.“
Агенция „Митници“ оказва съдействие на пощенската администрация за предоставянето на цялостна услуга, включително извършване на митническите формалности като митнически агент, с цел подобряване на обслужването на гражданите. Клиентът не е задължен да използва услугите на митнически агент, в случаите когато митническото оформяне се извършва с митническа декларация. Той може да направи това и сам, но трябва да има предвид, че носи отговорност за верността на подадената от него информация.